# Les Démons de la nuit
Pour les articles homonymes, voir Schock et Les Démons de la nuit (La Patrouille des Castors).
Pour plus de détails, voir Fiche technique et Distribution.
Les Démons de la nuit (Shock) est un film d'épouvante fantastique italien réalisé par Mario Bava et sorti en 1977.
L'intrigue est centrée sur une femme qui emménage dans la maison qu'elle partageait avec son ancien mari décédé, où elle se retrouve tourmentée par des événements surnaturels. Il s'agit du dernier film de Bava avant qu'il ne meure d'un infarctus en 1980.
En France, le film sort au cinéma le 7 janvier 1982.

## Synopsis
Dora Baldini, son fils Marco, âgé de sept ans, et son nouveau mari Bruno Baldini emménagent dans l'ancienne maison de Dora, où elle vivait lors de son premier mariage avec un homme nommé Carlo. Alors que Dora était enceinte de Marco, Carlo, un héroïnomane violent, s'est vraisemblablement suicidé en mer après que son bateau a été retrouvé à la dérive. L'incident a provoqué une dépression nerveuse chez Dora, qui a été placée en soins psychiatriques. Bruno étant parti travailler comme pilote de ligne, Dora se retrouve seule avec Marco et sa seule mémoire brisée des événements de la mort de son ancien mari, causée par les électrochocs qu'elle a reçus pendant son séjour en institution.
Marco fait l'expérience de plusieurs phénomènes étranges dans la maison et est inexplicablement attiré par le sous-sol de la maison. Dora remarque des changements bizarres dans la personnalité de Marco et est troublée de constater qu'il a déchiqueté ses sous-vêtements. Déconcertée par le comportement de Marco et par d'autres événements effrayants, Dora supplie Bruno de quitter la maison, mais il n'en tient pas compte. Alors que Bruno est en vol, Dora trouve un paquet de roses avec un mot de Carlo qui lui est adressé. Soupçonnant Marco d'avoir écrit ce mot pour faire une blague, elle le dispute et le gifle lorsqu'il nie l'avoir écrit. Dora amène Marco chez son ami psychologue, Aldo Spidini, pour qu'il l'examine. Aldo suggère que le traumatisme causé à Dora par son mariage avec Carlo pourrait la pousser à projeter des sentiments de rancune ou de colère sur Marco, bien qu'elle avoue avoir l'impression que Marco est possédé par son père décédé.
Un après-midi, Dora trouve le piano qui joue tout seul et voit les dessins de la chambre de Marco se mettre à léviter, mais elle ne parvient pas à trouver ce dernier. Elle finit par le rencontrer dans la tanière, et il lui demande pourquoi elle a tué son père. Cela déclenche un souvenir refoulé, dans lequel Dora raconte comment elle a tranché la gorge de Carlo avec un cutter après qu'il lui a injecté de force de l'héroïne et du LSD. Bouleversée par ce souvenir, Dora est assurée par Bruno que Carlo s'est suicidé et que son souvenir n'est qu'un délire. Pourtant, elle reste persuadée que Carlo hante la maison et possède Marco.
Dora se réveille au milieu de la nuit après un cauchemar et entend des bruits de coups provenant de la cave. En enquêtant sur ces bruits, elle trouve Bruno en train d'abattre un mur de briques. Se rendant compte que le cadavre de Carlo était caché derrière le mur, Bruno raconte à Dora qu'elle l'a appelé à l'aide après avoir assassiné Carlo il y a sept ans. Voulant lui éviter la prison, Bruno a caché le corps de Carlo dans la maison et a relâché son bateau en mer, maquillant sa disparition en un possible suicide. Bruno lui explique qu'ils devaient revenir dans la maison pour que les restes de Carlo ne soient pas découverts, ce qui serait arrivé s'ils l'avaient vendue ; il lui dit alors qu'une fois qu'il aura transféré les restes ailleurs, ils pourront partir. Dans un accès de rage aveugle et frénétique, Dora donne un coup de pioche à Bruno, l'empalant dans la poitrine, puis enfonce son cadavre dans le mur ouvert avec celui de Carlo.
Dora monte à l'étage à la recherche de Marco, mais trouve une apparition macabre de Carlo allongé dans son lit. Dans le couloir, Marco apparaît à son tour et se met à courir vers elle, mais se transforme soudain en Carlo qui l'embrasse, ce qui fait hurler Dora de terreur. Dora tente de s'enfuir de la maison mais se heurte à une violente activité poltergeist qui l'en empêche. Elle retourne au sous-sol, où elle se tranche inexplicablement la gorge avec un cutter alors qu'elle est en proie à des hallucinations. Dehors, Marco est assis à une table dans l'arrière-cour, prenant le thé avec le fantôme invisible de son père.

## Fiche technique
- Titre original italien : Schock
- Titre français : Les Démons de la nuit ou Cauchemar
- Réalisateur : Mario Bava
- Scénario et adaptation : Francesco Barbieri, Lamberto Bava, Paolo Brigenti et Dardano Sacchetti
- Photographie : Alberto Spagnoli et Mario Bava (non crédité)
- Montage : Roberto Sterbini
- Musique : Dino Cappa, Alessandro Centofanti, Walter Martino du groupe Libra (it)
- Décors : 	Francesco Vanorio
- Costumes : Massimo Lentini (it)
- Maquillage : Maria Luisa Tilli
- Production : Ugo Valenti et Turi Vasile
- Société de production : Laser Film S.r.l.
- Pays de production :  Italie
- Langue originale : italien
- Format : couleurs par Eastmancolor - 1,77:1
- Genre : épouvante fantastique
- Durée : 95 minutes
- Date de sortie : 
  - Italie : 1977
  - France : 7 janvier 1982
- Classification :
  - France : interdit aux moins de 12 ans lors de sa sortie en salle

## Distribution
- Daria Nicolodi : Dora Baldini
- John Steiner : Bruno Baldini
- David Colin Jr. : Marco
- Ivan Rassimov : Dr. Aldo Spidini
- Paul Costello : homme obstiné à la soirée (non crédité)
- Nicola Salerno : Carlo (non crédité)

## Production
Après une série de projets ratés ou d'œuvres incomplètes comme Les Chiens enragés et Baby Kong, Lamberto Bava, le fils de Mario Bava, a continué à pousser son père à réaliser de nouvelles œuvres cinématographiques, ce qui a conduit à la création des Démons de la nuit. Le scénario original des Démons de la nuit a été écrit par Dardano Sacchetti et Francesco Barbieri au début des années 1970, après leur travail sur La Baie sanglante. Le titre original du scénario était Al 33 di via Orologio fa sempre freddo (litt. « Au 33 Via Orologio, il fait toujours froid. »), et était vaguement inspiré du roman Fantômes à rendre (The Shadow Guest) de Hillary Waugh. En 1973, Bava a travaillé à la préproduction de ce scénario avec Mimsy Farmer qui a fait un essai pour le rôle principal. Ce projet a ensuite été mis de côté. Lamberto Bava est revenu plus tard sur le scénario et a travaillé dessus avec Alessandro Parenzo, co-scénariste des Chiens enragés, crédité dans le film sous le nom de Paolo Brigenti. Lamberto a déclaré que Sacchetti et lui voulaient faire un film d'épouvante « moderne » et qu'ils étaient inspirés par les œuvres de Stephen King.
Le tournage a commencé en 1977 et a duré cinq semaines. Mario a laissé Lamberto réaliser certaines scènes du film à partir des story-boards de Mario. Le crédit officiel de Lamberto pour la réalisation est « Collaboration à la réalisation ».
La musique du film a été composée par le groupe Libra (it), avec Carlo Pennisi à la guitare, Alessandro Centofanti aux claviers, Dino Cappa à la basse et Walter Martino à la batterie. Il s'agit du dernier enregistrement du groupe avant qu'il ne se sépare plus tard dans l'année,.

## Exploitation
Les Démoins de la nuit est sorti en Italie le 12 août 1977, distribué par Titanus. L'une des affiches promotionnelles du film reprenait une illustration adaptée (sans mention de source) de la couverture de William Teason pour l'édition de poche de Popular Library du roman de Shirley Jackson Nous avons toujours vécu au château. Le film a rapporté un total de 196 657 000 lires italiennes lors de sa sortie sur le marché national.